# 天主教龐貝自治監督區
天主教龐貝自治監督區（拉丁語：Praelatura Territorialis Pompeiana seu Beatissimae Virginis Mariae a SS.mo Rosario）是義大利一個羅馬天主教自治監督區，屬那不勒斯總教區。是義大利唯二的自治監督區之一。
監督區成立於1926年3月20日，位於坎帕尼亞的龐貝。2004年有教友24,550人，佔總人口94.7%。有五個堂區、司鐸五十名。現任監督為多默·卡普托。